# Aisne (flod)
 For alternative betydninger, se Aisne. (Se også artikler, som begynder med Aisne)
Aisne er en flod i det nordøstlige Frankrig, som også har givet navn til departementet Aisne. Floden har en længde på 356 km, og flyder fra sit udspring i naturparken Argonne gennem to regioner; Grand Est og Hauts-de-France, samt fem departementer; Aisne, Ardennes, Marne, Meuse og Oise. Floden er en biflod og fletter ind fra venstre side i floden l'Oise. Den har desuden en lille forgrening (smutvej) til Seinen.
Aisne dækker et afvandingsområde (opland) på 7.939 km2, og transporterer i gennemsnit 65,4 m3/s